# Olijfgroene mauritiusbrilvogel
De olijfgroene mauritiusbrilvogel (Zosterops chloronothos) is een zangvogel uit de familie Zosteropidae (brilvogels). De vogel werd in 1817 door  Louis Jean Pierre Vieillot beschreven aan de hand van een balg in het Parijse natuurhistorisch museum. Veillot wist toen nauwelijks waar de vogel vandaan kwam (niet uitzonderlijk in die tijd). De vogel is een ernstig bedreigde, endemische brilvogelsoort van het eiland Mauritius.

## Kenmerken
De vogel is 10 cm lang en weegt 7,5 tot 9 gram.Deze brilvogel verschilt duidelijk van de grijze mauritiusbrilvogel (Z. mauritianus) die ook op het eiland voorkomt en veel algemener is. Zoals de Nederlandse naam al aangeeft, is deze vogel olijfgroen op de onderrug en de vleugels, de kop en de mantel zijn echter grijs, maar deze brilvogel heeft een duidelijk kromme snavel en een witte oogring, terwijl de grijze mauritiusbrilvogel geen oogring, maar wel een donker masker om het oog heeft en een witte stuit en daardoor sterk op de  grijze réunionbrilvogel (Z. borbonicus) lijkt.

## Verspreiding en leefgebied
Deze soort is endemisch op het Mauritius onderdeel van de eilandengroep de Mascarenen ten oosten van Madagaskar. Het leefgebied bestaat uit de meest vochtige stukken bos in de hogere delen van het eiland op 200 tot 600 m boven zeeniveau. De vogel foerageert op onder andere nectar. Ingevoerde bloemsoorten blijken erg belangrijk voor deze soort.

## Status
De olijfgroene mauritiusbrilvogel heeft een zeer beperkt verspreidingsgebied en daardoor is de kans op uitsterven aanwezig. De grootte van de populatie werd in 2016 door BirdLife International geschat op 191 tot 327 individuen en de populatie-aantallen nemen af door habitatverlies. Het leefgebied wordt aangetast door de introductie van uitheemse bomen en struiken en vooral door predatie door ratten (invasieve soort). Daarnaast is er waarschijnlijk veel predatie door de (overigens inheemse) mauritiusbuulbuul. Om deze redenen staat deze soort als ernstig bedreigd op de Rode Lijst van de IUCN.